# Didymocarpus curvicapsa
Didymocarpus curvicapsa là một loài thực vật có hoa trong họ Tai voi. Loài này được Hilliard mô tả khoa học đầu tiên năm 1995.